# Николая (Ильина)
Игумения Николая (в миру Людмила Дмитриевна Ильина) — игумения Русской православной церкви. Настоятельница Свято-Никольского Черноостровского монастыря в Малоярославце. 
3 мая 2012 года была награждена орденом святой Екатерины (первое награждение данным орденом в Российской Федерации).

## Биография
Родилась 9 мая 1951 года в Орехово-Зуево. В 1968 году переехала в Москву. В 1973 году окончила Московский институт инженеров транспорта. В 1984 году закончила Московский инженерно-физический институт.
В 1990 году поступила в Шамордино-Амвросиеву пустынь. Несла послушание эконома. В 1992 году была переведена в Свято-Никольский Черноостровский монастырь для образования монашеской общины. 2 апреля 1992 года, решением Священного синода была назначена настоятельницей монастыря. 28 апреля 1995 года, монахиня Николая была возведена в сан игумении. 9 марта 2000 года была награждена наперсным крестом с украшениями.
3 мая 2012 года, игумения Николая была награждена орденом святой великомученицы Екатерины.
За годы настоятельства в Свято-Никольском Черноостровском женском монастыре восстановлен архитектурный ансамбль монастыря, который был передан Русской Православной Церкви в руинах. Ведется широкая социальная деятельность: действуют детский православный пансион "Отрада", Православная гимназия при монастыре с филиалом для детей из города, духовно-просветительский центр «София», военно-патриотический клуб (казачий кадетский отряд) в честь Святителя Николая, интерактивный музей «Малоярославец — город двух великих побед» и музейно-образовательный комплекс в Андреевском скиту с храмом-памятником и молодежным военно-спортивным лагерем «Ильинские рубежи 1941», оказывается помощь малоимущим семьям, ведется тюремное служение, Межрегиональный фестиваль музыкального творчества для детей с ограниченными возможностями «Радуйся, Радосте наша» и др. Из монастыря вышло около 30 настоятельниц (игумений и старших сестер) монастырей и скитов в разных епархиях от Хабаровска до Вятки, и от Кемерово до Крыма.

## Награды
Государственные:
- Орден святой великомученицы Екатерины (3 мая 2012 года) — за большой вклад в благотворительную и общественную деятельность[2]
- Орден Дружбы (28 декабря 2000 года) — за большой вклад в укрепление гражданского мира и возрождение духовно-нравственных традиций[3]

Награды Русской православной церкви:
- Орден Преподобной Евфросинии, великой княгини Московской II степени (9 мая 2021 года)
- Медаль преподобного Тихона Калужского I степени[4] — награда Калужской епархии (19 декабря 2022)
- Медаль "За труды на благо Пятигорской епархии" — награда Пятигорской епархии (9 мая 2021 года)

Другие:
- Орден Вифлеемской звезды (9 мая 2021 года) — высшая награда ИППО
- Премия имени великой княгини Елизаветы Фёдоровны[5] (11 мая 2017) — награда ИППО

- Почётный гражданин Малоярославецкого района[6] (5 сентября 2020)
- Орден Сергия Радонежского III степени (2001);
- Орден княгини Ольги III степени (2002);
- Орден Князя Владимира III степени (2003);
- Орден царевича Димитрия за дела милосердия (2003);
- Орден Евфросинии Московской III степени (2011);